# Low Complexity Communications Codec
LC3 (Low Complexity Communication Codec) ist ein Audio-Codec, welcher von der Bluetooth Special Interest Group (SIG) für das Low Energy (LE) Audio Protokoll entwickelt wurde, er wurde im Januar 2020 zusammen mit Bluetooth 5.2 vorgestellt. LC3 wurde vom Fraunhofer IIS und Ericsson als Nachfolger des Low Complexity Subband Codec (SBC) entwickelt.
LC3 bietet eine höhere Audioqualität und eine bessere Unterdrückung von Paketverlusten als SBC, G.722 und Opus, laut Bluetooth SIG und ETSI. Die Ergebnisse in Bezug auf Opus sind umstritten, da der Test nur Sprachton umfasste.